# 7542 Johnpond
7542 Johnpond este un asteroid din centura principală, descoperit pe 7 aprilie 1953, de Karl Reinmuth.